# Jörg Neuner
Jörg Neuner (* 1958) ist ein deutscher Rechtswissenschaftler.

## Leben
Nach der Promotion zum Dr. iur. in München 1991 und Habilitation bei Claus-Wilhelm Canaris ebenda 1997 war er von 1998 bis September 2024 Professor auf dem Lehrstuhl für Bürgerliches Recht, Arbeits- und Handelsrecht sowie Rechtsphilosophie in Augsburg.

## Schriften (Auswahl)
- Privatrecht und Sozialstaat, 1999, München, Verlag C. H. Beck, ISBN 3-406-44824-0.
- Die Rechtsfindung contra legem, 2. Aufl. 2005, München, Verlag C. H. Beck, ISBN 3-406-50670-4.
- Allgemeiner Teil des Bürgerlichen Rechts, 13. Aufl. 2023, München, Verlag C. H. Beck, ISBN 978-3-406-79367-7.
- Sachenrecht, 7. Aufl. 2024, München, Verlag C. H. Beck, ISBN  978-3-406-81203-3.